# Not Just Another Affair
Not Just Another Affair (titulado: No siempre es pecado en Argentina y Fuerte promesa en España) es un telefilme estadounidense de comedia y romance de 1982, dirigido por Steven Hilliard Stern, escrito por Phil Mishkin, Rick Podell y Michael Preminger, musicalizado por Arthur B. Rubinstein, en la fotografía estuvo Isidore Mankofsky y los protagonistas son Victoria Principal, Gil Gerard y Robert Webber, entre otros. Este largometraje fue realizado por CBS Entertainment Production y Ten-Four Productions; se estrenó el 1 de octubre de 1982.

## Sinopsis
Una bióloga marina, decidida a mantener el celibato hasta el casamiento, conoce a un atractivo abogado al que nunca se le niegan en cuanto al sexo, ahora comienza una pelea de voluntades para ver quién se saldrá con la suya.